# مه (فیلم کوتاه ۱۳۹۶)
مِه فیلم کوتاهی ایرانی در ژانر درام به کارگردانی علی شورورزی و حسین محروقی، محصول سال ۱۳۹۶ (۲۰۱۷ میلادی) می باشد. فیلم کوتاه مِه طی پنج جلسه و در لوکیشن هایی در شهرستان سنقر استان کرمانشاه فیلمبرداری شده است. تهیه کننده این فیلم مهدی اصلانی است. این فیلم منتخبِ بیش از ۲۰ جشنواره داخلی و خارجی بوده و توانسته در نیمی از آنان کسب جایزه نماید.

## خلاصه داستان
مِه روایتگر زندگی زن غسالی (نیلوفر خوش خلق) است که پس از مرگ کودک خردسالش مدتی است نتوانسته هیچ بچه ای را شستشو دهد، اما اکنون در موقعیتی ناچار به شستن جنازه‌ی کودکی می شود که تازه درگذشته اما تصمیم دیگری می گیرد...

## بازیگران
| بازیگر              | نقش            |
| ------------------- | -------------- |
| نیلوفر خوش خلق      | زن             |
| سیامک ادیب          | مسئول غسالخانه |
| قربان نجفی          | شوهرِ زن        |
| سمیرا نصرتی         | زن همسایه      |
| دینا شاهین مقدم     | همکارِ زن       |
| پریسا رحیمی         | زن عزادار      |
| مهدی امیریان        | مرد عزادار     |
| صادق زارعی          | دکتر           |
| الهه فخاری          | پرستار         |
| زهرا همتی           | پرستار         |
| جلال برفی           | باغبان         |
| محمد مهدی طبیب زاده | کودک           |

## عوامل
مدیر فیلمبرداری: مهدی اصلانی، تدوین: عقیل تقی زاده، صدابردار: وحید رضویان، صداگذار: امین میرشکاری، آهنگساز: پونه نهاوندی، طراح گریم: سودابه خسروی، طراح صحنه و لباس: شیده محمودزاده، تصحیح رنگ دیجیتال: سهراب نوربخش (استودیو تنگرام)، مدیر تولید: احسان گرایلی، عکاس: حمید سالاری، طراح پوستر و گرافیک: علیرضا ربیع مقدم، دستیاران کارگردان: حمید ناصری مقدم و محمد غریبی، مدیر تدارکات: ادیب قبادی بیگوند، مترجم: نوید قوامی، امور مالی: الهام اصلانی، امور اداری: کامران رضایی و سید فهیم ناصری، جانشین تهیه کننده: صادق زارعی، گروه فیلمبرداری: اکبر مشکینی، محسن دبیریان، پوریا شاهملکی، احسان خراعی و حسین مظهری، دستیار صدا: سعید علی پور، مجریان گریم: آیدین فرضی و فرزاد شیارکار، دستیاران صحنه و لباس: پریسا رحیمی، محمد ایرانی و شهاب خنجری، تصویربردار پشت صحنه: حامد ایرانی

## حضورهای بین المللی و ملی

### آمریکا

#### لس آنجلس(۲۰۱۹)
- Global Nonviolent Film Festival
- Hyperwave Film Awards Spring Season
- Rosarito International Film Festival بایگانی‌شده  در ۲۷ ژوئن ۲۰۱۹ توسط Wayback Machine

#### پالم اسپرینگزکالیفرنیا(۲۰۱۸)
- Queen Palm Film Festival

#### سنت کلود(۲۰۱۸)
- Saint Cloud International Film Festival

### اسپانیا،مادرید(۲۰۱۹)
- Promofest - Short of the year - Autumn[پیوند مرده]

### آلمان،برلین(۲۰۱۸)
- Capital Filmmakers Festival – Berlin

### هندوستان

#### شیملا(۲۰۱۸)
- 4th International Film Festival Of Shimla

#### بمبئی(۲۰۱۸)
- LakeCity International Film Festival

#### دهلی(۲۰۱۸)
- The Boiscope Global Film Festival

### فرانسه

#### کن(۲۰۱۸)
- Mediterranean Film Festival Cannes

#### کلرمونت فراند(۲۰۱۹)
- حضور در «بازار فیلم» جشنواره Clermont Ferrand

### انگلستان

#### ایست بورن(۲۰۱۸)
- Crossing The Screen Film Festival

#### باکینگهام شر(۲۰۱۸)
- Lift-Off Sessions November 2018

### اردن،اَمان(۲۰۱۸)
- جشنواره بین‌المللی حقوق بشر Karama Human Rights Film Festival

### مکزیک،باخا کالیفرنیا(۲۰۱۸)
- Baja California International Film Festival

### ایتالیا،ساردینیا(۲۰۱۹)
- حضور در «بازار فیلم» جشنواره Figari Film Fest and Olbia Film Network

### ایران
- هفتمین جشنواره بین‌المللی فیلم "شهر" - ۱۳۹۸ [۳]
- شانزدهمین جشن "تصویر سال بایگانی‌شده  در ۱ ژوئیه ۲۰۱۹ توسط Wayback Machine" - ۱۳۹۸ [۴]
- دهمین جشنواره فیلم "ژیار" - ۱۳۹۷ [۵]
- پنجاه و هفتمین جشنواره منطقه ای کرمانشاه "شبدیز" - ۱۳۹۶  [۶]

## جوایز بین‌المللی
- دریافت جایزه "بهترین فیلم کوتاه" جشنواره Rosarito International Film Festival بایگانی‌شده  در ۲۷ ژوئن ۲۰۱۹ توسط Wayback Machine – آمریکا – لس آنجلس  – ۲۰۱۹ [۷]
- دریافت جایزه "بهترین فیلم کوتاه" بخش بین الملل جشنواره 4th International Film Festival Of Shimla – هندوستان – شیملا – ۲۰۱۸ [۸]
- دریافت جایزه "بهترین فیلم کوتاه خارجی" جشنواره Queen Palm Film Festival – آمریکا – پالم اسپرینگز کالیفرنیا – ۲۰۱۸ [۹]
- دریافت جایزه "بهترین بازیگر زن" جشنواره Rosarito International Film Festival بایگانی‌شده  در ۲۷ ژوئن ۲۰۱۹ توسط Wayback Machine – آمریکا – لس آنجلس  – ۲۰۱۹ [۷]
- دریافت جایزه "بهترین بازیگر زن" جشنواره Hyperwave Film Awards Spring Season – آمریکا – لس آنجلس – ۲۰۱۹ [۱۰]
- کسب تقدیر "بهترین فیلم داستانی" از جشنواره بین المللی Lakecity International Film Festival – هندوستان – بمبئی – ۲۰۱۸ [۱۱]
- کسب تقدیر "هیئت داوران" جشنواره بین المللی Promofest - Short of the year - Autumn[پیوند مرده] - اسپانیا – مادرید – ۲۰۱۹ [۱۲]
- کاندیدای "بهترین فیلم داستانی" در جشنواره بین المللی Karama Human Rights Film Festival - اردن – امان –  ۲۰۱۸ [۱۳]
- کاندیدای "بهترین بازیگر زن" Queen Palm Film Festival – آمریکا – پالم اسپرینگز کالیفرنیا – ۲۰۱۸ [۱۴]